# Dekotora

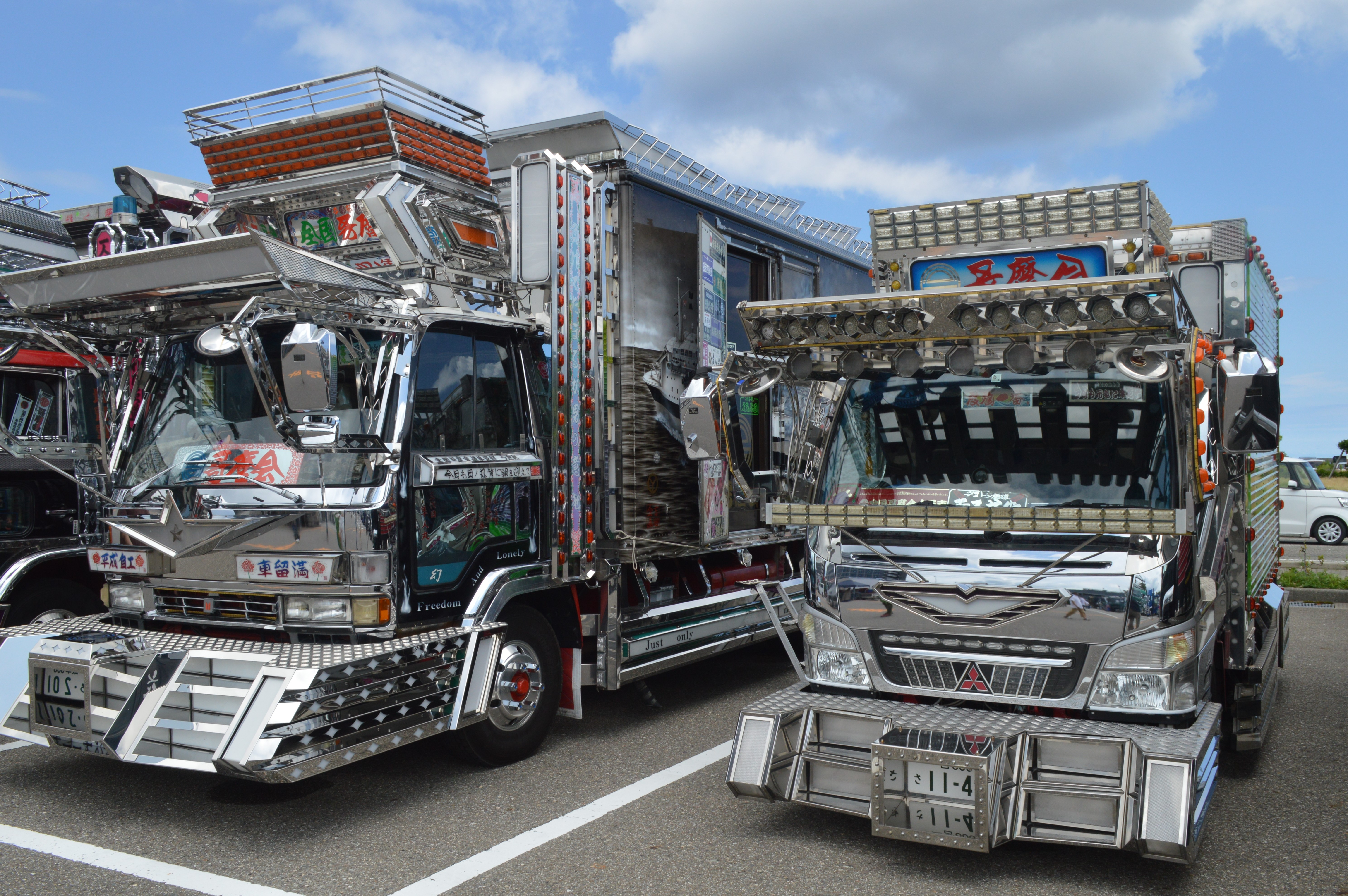
Dekotora

 Dekotora or Decotora (デコトラ, dekotora) (デコトラ, dekotora?), abreviatura de "decoration truck",é uma subcultura japonesa centrada na decoração de caminhões de modo extravagante. Esses veículos são comumente decorados com luzes de neon ou ultravioleta, pinturas chamativas e partes douradas ou cromadas tanto no exterior ou interior. Dekotora podem ser criados por trabalhadores em seus caminhões de serviço ou por amadores para eventos especiais. Os dekotora  também são chamados de Art Trucks (アートトラック), ātotorakku)) (アートトラック), ātotorakku)?).[carece de fontes?]

## Origem
Em 1975 o estúdio Toei lançou o primeiro de uma série de dez filmes chamada Torakku Yaro, sobre um caminhoneiro que dirigia seu veículo chamativo pelas estradas japonesas. O sucesso do filme lançou a moda do dekotora no Japão.